# 호나탄 로드리게스
호나탄 하비에르 로드리게스 포르티요(스페인어: Jonathan Javier Rodríguez Portillo, 1993년 7월 6일 ~ )는 우루과이의 축구 선수로 현재 멕시코 리가 MX의 클루브 아메리카에서 공격수로 활동하고 있다.